# Diamond Connection
Diamond Connection ist der Titel eines Kriminalfilms, für den viele Szenen aus dem türkischen Film Belali elmaslar von Kunt Tulgar mit von Sergio Bergonzelli neu gedrehten Passagen versetzt wurden. Meist wird als Produktionsjahr 1982–1985 und Bergonzelli als alleiniger Regisseur angegeben. Der im deutschen Sprachraum nur 73 Minuten lange Film erschien erstmals auf Video.

## Handlung
Bei einem Flugzeugabsturz überlebt der Anwalt Ferguson, der sich aber einer Gesichtstransplantation unterziehen muss und überdies sein Gedächtnis verloren hat. Der Inspektor der örtlichen Polizei bekommt es bald mit Gangstern zu tun, die hinter einer Diamantenlieferung her sind, die noch an Bord vermutet wird. Sie sollte Abdul Pascha übergeben werden. Ebenfalls Interesse an der Lieferung haben der Rennfahrer und Segler Alain sowie Partisanen, zu denen neben dem Anführer Mark auch die Ärztin Karen gehört, die Ferguson operiert hatte. Nachdem die Diamanten gefunden werden, findet in Genf das Finale der beteiligten Parteien statt.

## Kritik
Die meisten Kritiker ließen kein gutes Haar an dem amateurhaft zusammengesetzten Film, der auch mit Dialogen wie „Sie haben ihr Gesicht verloren, aber denken Sie nicht daran“ (zum Unfallopfer) aufwartet. Das Lexikon des internationalen Films schreibt: „Völlig konfuser Gangsterfilm mit lächerlichen Spezialeffekten“. Was die Unwägbarkeiten des Exploitationkinos betrifft, punktet der Film massiv, befand Christian Keßler in seiner Werkschau der Filme Bergonzellis.

## Bemerkungen
Die in der Türkei gedrehten Szenen stammen wohl aus dem Jahr 1978, der Rest aus dem Jahr 1984. Dem oftmals als italienische Produktion ausgegebenen Film wird dabei der Originaltitel Diamanti che scottano zugeschrieben.